# Tour Madou
Der Tour Madou (niederländisch Madoutoren, deutsch Madou-Turm) ist ein Wolkenkratzer in Sint-Joost-ten-Node, einer Gemeinde der belgischen Region Brüssel-Hauptstadt. Er wurde 1965 erbaut und von 2002 bis 2006 renoviert. 2006 wurde das Gebäude von der Generaldirektion Bildung und Kultur, einer Verwaltungseinheit der Europäischen Kommission, bezogen. Seit 2013 ist der Madou-Turm Heimat der Generaldirektion Wettbewerb, während die Generaldirektion Bildung und Kultur in das alte Gebäude der Generaldirektion Wettbewerb in die Josep II gezogen ist. Es ist eines der höchsten Gebäude in Belgien.

## Geschichte
Der Rohbau des Tour Madou wurde in etwas mehr als einem Monat gebaut und wird als eine kleinere Version des MetLife Building in New York City angesehen. Während der Renovierung wurde das Gebäude um weitere acht Meter erhöht, was einer Gesamthöhe von 120 Metern entspricht. Die Bürofläche wurde von 10.000 m² auf 40.000 m² erhöht, das Gebäude musste dafür umgestaltet und auch verstärkt werden. Die Renovierung brachte dem Tour Madou den MIPIM Award 2006 in der Kategorie „Refurbished Office Buildings“ ein.
Das Gebäude wurde nach Ende der Renovierungsarbeiten am 13. März 2006 von der Europäischen Kommission gekauft. Am 19. April 2006 wurde es feierlich wiedereröffnet und zunächst von der Generaldirektion für Bildung und Kultur bezogen. Seit 2013 ist es nun Sitz der Generaldirektion Wettbewerb.